# Nofretete
Nofretete (Aussprache: [nɔfʁəˈteːtə]) (in anderen Sprachen meist „Nefertiti“, ägyptisch Nfr.t-jy.tj, ursprüngliche Aussprache etwa Nafteta) war die Hauptgemahlin (Große königliche Gemahlin) des Königs (Pharaos) Echnaton (Amenophis IV.) und lebte im 14. Jahrhundert v. Chr. Weltberühmtheit erlangte die Königin durch die Büste der Nofretete aus Kalkstein und Gips. Sie wurde 1912 entdeckt und 1924 erstmals im Ägyptischen Museum auf der Museumsinsel in Berlin ausgestellt. Dorthin ist sie im Jahr 2009 nach kriegs- und teilungsbedingten Ortswechseln zurückgekehrt.

## Name und Titel
Ihr Name Neferet-iti bedeutet „Die Schöne ist gekommen“ und wird ab dem 5. Regierungsjahr Echnatons mit dem Beinamen Nefer-neferu-Aton („Schön sind die Schönheiten des Aton“) in einer Kartusche geschrieben. Nofretete trägt die Titel „Große königliche Gemahlin“ und „Herrin der Beiden Länder“, der auf einigen Talatat-Blöcken aus Karnak bezeugt ist. Im Grab des Echnaton erscheint sie als „Gebieterin von Ober- und Unterägypten“. In einigen Texten wird sie zudem als „Groß an Gunst“ und auf einem Uschebti als „Fürstin und Große im Palast“ betitelt.

## Herkunft
Über die Kindheit Nofretetes und über ihre Abstammung können keine sicheren Aussagen getroffen werden. Frühere Deutungen schlossen aus ihrem Namen „Die Schöne ist gekommen“, sie müsse ausländischer Herkunft sein. Archäologisch ist das bisher nicht belegt. Die Versuche, sie mit der hurritischen Taduhepa, der Tochter des Königs Tušratta, gleichzusetzen, konnten nicht überzeugen. Inzwischen sind Fachleute der Ansicht, dass Nofretete der ägyptischen Oberschicht angehörte und nicht erst im heiratsfähigen Alter nach Ägypten kam. Hinweise darauf gibt das Königsgrab ihres Ehemannes Echnaton in Achet-Aton, in dem Tij, die Gemahlin des späteren Königs Eje, als „große Amme“ Nofretetes bezeichnet wird. Demnach wäre es möglich, dass Nofretete eine Tochter Ejes aus früherer Ehe und Tij ihre Stiefmutter war, die sie als Halbwaise aufzog. Nach einer weniger verbreiteten Theorie könnte sie auch eine Tochter von Amenophis III. aus einer Nebenlinie sein. Umstritten ist außerdem, ob Nofretete die Schwester von Mutnedjmet, der zweiten Gemahlin von Haremhab, war. In den Aufzeichnungen tritt diese als „Schwester der Königin“ auf, jedoch könnte ihr Name auch als Mutbeneret gelesen werden.

## Leben

### Heirat mit Amenophis IV.

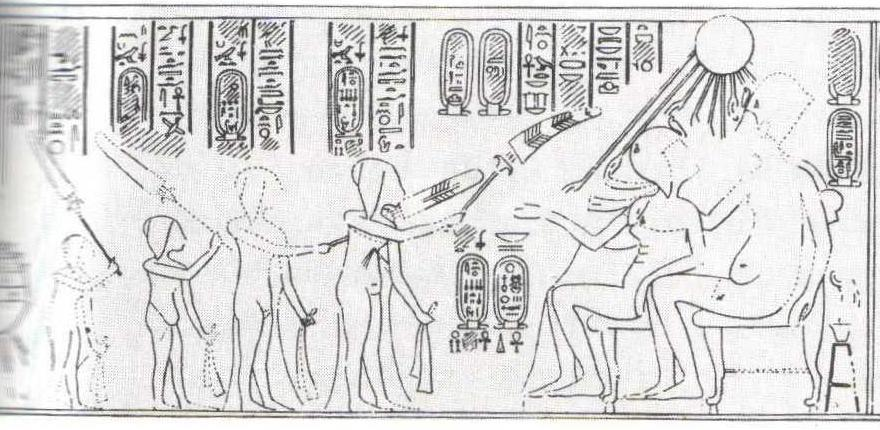
Familienszene im Grab des Huja mit den vier ältesten Töchtern.

Ob die Heirat mit Amenophis IV. vor oder nach der Thronbesteigung stattfand, ist nicht eindeutig feststellbar. Nofretete hatte insgesamt sechs Töchter. In den ersten Regierungsjahren werden die beiden ältesten Töchter Meritaton und Maketaton geboren. Die dritte Tochter Anchesenpaaton, die spätere Gemahlin von Tutanchamun, folgte um das Jahr 7 herum und ist die letzte Prinzessin, die noch in Theben dargestellt wird. Bis zum zwölften Regierungsjahr brachte Nofretete mit Neferneferuaton, Neferneferure und Setepenre drei weitere Töchter zur Welt, von denen vermutlich nur Neferneferuaton ihre Eltern überlebte. Über gemeinsame Söhne der beiden ist nichts bekannt. Nofretete und Echnaton waren das erste Königspaar, das sein Privatleben in der Öffentlichkeit abbilden ließ, wovon zahlreiche intime Familienszenen mit den Töchtern zeugen. Die gesamte Königsfamilie wird auf diesen Darstellungen stets durch die Strahlen der Sonnenscheibe des Aton beschützt.

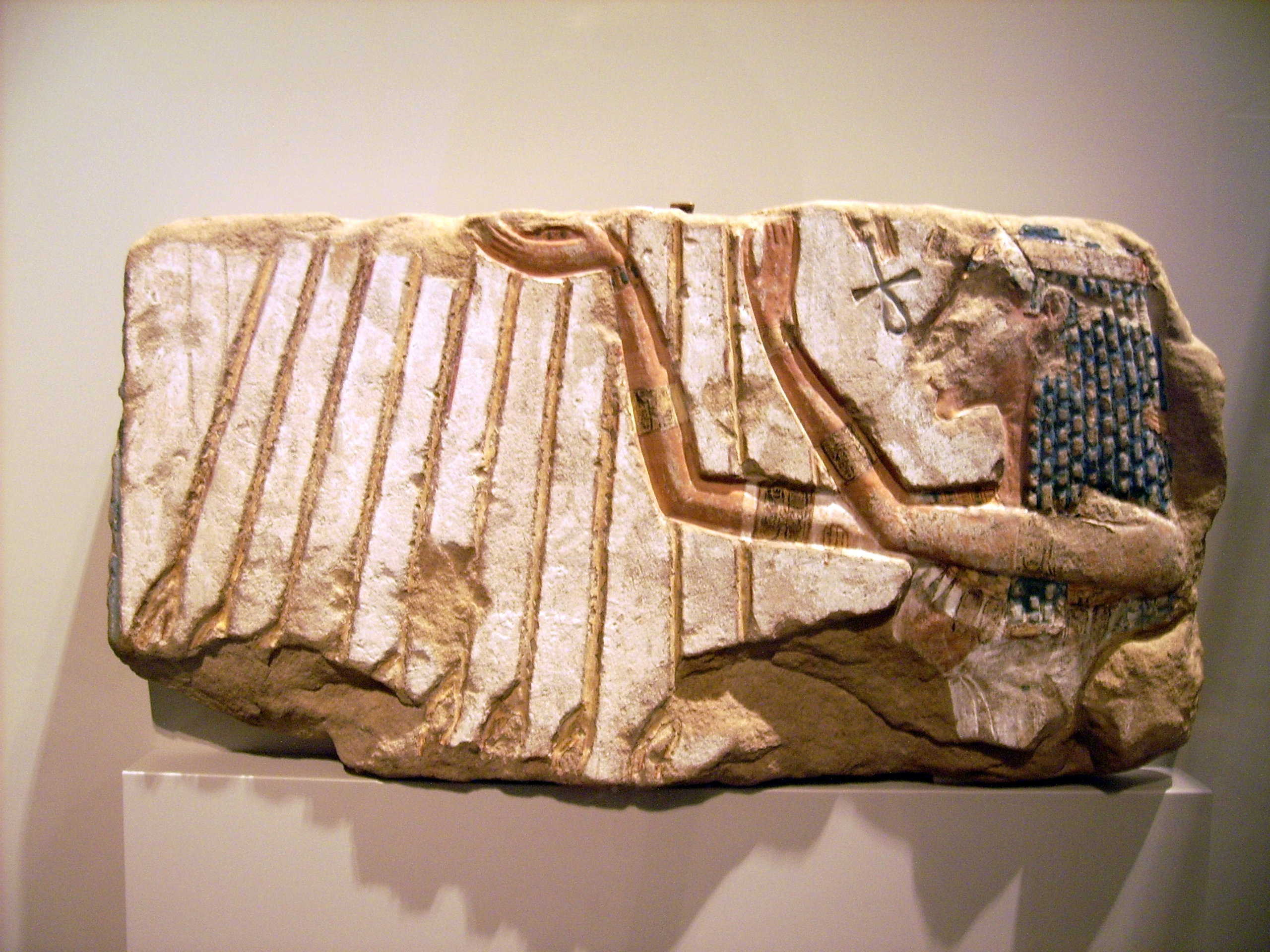
Nofretete vor Strahlenaton auf einem Talatat-Block aus Karnak Inv-Nr. 312843, Ägyptisches Museum Berlin

In dem umfassenden Bauprogramm, das Amenophis IV. in Karnak startete, wird Nofretete bereits in fast allen Reliefs zusammen mit dem König dargestellt. In einem der vier neuen Aton-Heiligtümer, dem „Haus des Benben“, tritt sie ganz ohne Gemahl auf und vollzieht dort allein oder mit ihren Töchtern die gleichen Kulthandlungen wie der König, die vom Darbringen der Maat bis zum Niederschlagen der Feinde reichen.
Nach dem vierten Regierungsjahr kam es zum Bruch mit der alten Amun-Religion. Amenophis IV. nahm seinen neuen Eigennamen Echnaton an. Nofretete erhielt ihren Namenszusatz „Der Vollkommenste ist Aton“ und stellte ihre Persönlichkeit damit hinter den neuen Aton-Kult. Zeitgleich wurde der Umzug in die neue Regierungsstadt Achet-Aton vollzogen.

### Nofretete als Mitregentin
In der nun beginnenden Amarna-Epoche spielte sie sowohl im religiösen als auch politischen Leben eine bedeutende Rolle. Die generell starke Position der Frau im Alten Ägypten wurde unter Echnaton für Nofretete besonders gesteigert. Sie wurde zu einer Art Mitregentin gemacht und, zumindest symbolisch, mit der pharaonischen Macht ausgestattet. Die berühmte blaue Krone auf der Büste ist die eigens für Nofretete entwickelte Hohe Krone und bildet ein Gegenstück zum Chepresch, einem Kriegshelm, ab. Normalerweise vom König allein ausgeführte symbolische oder rituelle Handlungen wurden nun auch von der Königin vollzogen. So wurde sie mehrfach in pharaotypischen Szenen, wie Kriegsführung oder dem Niederschlagen der Feinde, dargestellt. Auch wird sie auf dem Streitwagen gezeigt oder bei der Verleihung des Ehrengoldes mit einbezogen, die sonst nur vom König allein durchgeführt wird.

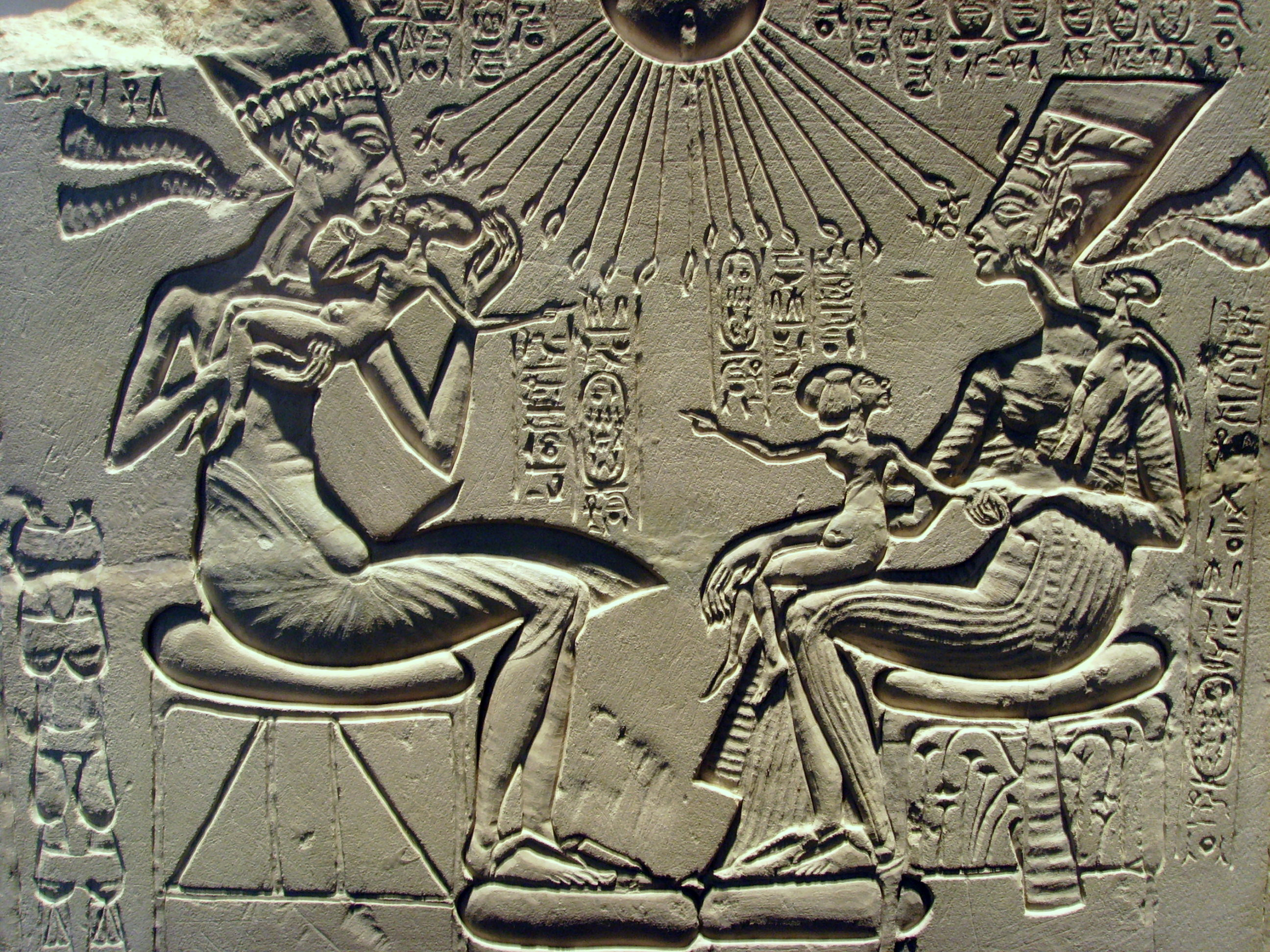
Familienszene (Berlin 14145). Der Thron von Nofretete trägt das Symbol der „Vereinigung der Beiden Länder“.

Die Familienszene, eine Art Altarbild der königlichen Familie, die sich im Ägyptischen Museum Berlin befindet, deutet vielleicht sogar darauf hin, dass die Regierungsgeschäfte in der Hand von Nofretete lagen, während Echnaton sich dagegen verstärkt um die religiösen und kultischen Belange kümmerte. Auf der Darstellung sitzt die Königin auf einem Stuhl mit dem Symbol der Vereinigung der Beiden Länder (sema-taui). Normalerweise war dieser Platz dem König vorbehalten, der die Rolle des „Königs der Beiden Länder“ verkörperte und damit in der Nachfolge des ersten Reichseinigers Menes stand. Ein weiteres Indiz für ihre besondere politische Stellung findet sich im Grab des Panehsi in Amarna. Hier ist sie mit der königlichen Atef-Krone zu sehen, die bis dahin nur – als einziger Frau – von Hatschepsut getragen wurde.
Ihre gleichwertige Position zum König wird noch durch viele weitere Darstellungen gestützt. So wird ihr Name in Doppelkartuschen eingesetzt, wie es sonst nur bei Königen der Fall ist. Wie Echnaton und Aton trägt sie den Uräus, der als Herrschaftssymbol gilt, und es gibt Statuengruppen, die sie – wie sonst nur männliche Könige – in Schrittstellung zeigt. In der von Echnaton in Karnak errichteten Sphingenallee entsprechen die Gesichtszüge der Sphingen zudem einmal zur Hälfte denen des Königs und zur anderen Hälfte denen der Königin.
In den Felsengräbern von Amarna wurde sie zusammen mit Echnaton mehrfach in einer Art und Weise abgebildet, dass heute Forscher sogar eine dominierende Mitregentschaft von Nofretete, unter dem Namen Semenchkare in den späten Regierungsjahren von Echnaton annehmen. Nach dieser Hypothese wurde Nofretete im 14. Regierungsjahr Echnatons zur Mitregentin erhoben, bekam den Thronnamen Semenchkare und regierte nach dem Tod Echnatons einige Jahre als Pharao alleine weiter. Ihr Name wurde später aus der Königsliste entfernt, da das Königtum nur in der Manneslinie vererbt wurde und der Pharao die Rolle von Osiris auf Erden übernahm. Daher wurden weibliche Pharaonen als Sakrileg betrachtet, was eine Verdammung des Andenkens erklären würde. An den rekonstruierten Ecken des Steinsarkophages ihres Gatten wurde sie auch als dessen Schutzgöttin dargestellt.

### Nofretete als Nachfolgerin von Echnaton
Eine Theorie ist, dass sie Echnaton entgegen allen bisherigen Annahmen überlebt hat und nach ihm den Thron bestieg. Die Darstellungen von Nofretete in pharaonischen Kontexten (s. o.) sowie die Darstellung als Schutzgöttin ihres verstorbenen Gatten an den Ecken des in Fragmenten erhaltenen und rekonstruierten Steinsarkophags von Echnaton interpretieren immer mehr Forscher dahingehend, dass sie nach dem Tod Echnatons sogar eine kurze Zeit Ägypten allein regiert hat. Es gibt weitere Hinweise: Nach einer These ist sie identisch mit Semenchkare. Der Ägyptologe Cyril Aldred wies nach, dass der Amarna-Kunststil Unterscheidungen zwischen Männern und Frauen zeigt, je nachdem, ob der Nacken konkav oder konvex geformt ist. Semenchkare und Nofretete haben beide einen weiblichen Nacken und Semenchkares Name trägt die Beiworte „Geliebt von Wa-en-Re“, die auch Bestandteil von Echnatons Thronname waren. Bei der Inthronisation wurde ein neuer Name angenommen. Dies ist ein starkes Indiz dafür, dass Nofretete unter dem Namen Semenchkare den Thron bestiegen haben könnte. Unklar ist aber, ob Nofretete die Königswitwe war, die an den hethitischen Hof schrieb, um einem hethitischen Königssohn die Heirat anzubieten (die Daḫamunzu-Affäre).

## Tod
Sowohl der Grund für Nofretetes Tod als auch Ort und Zeit sind unbekannt. 
Wissenschaftler der flämischen Katholischen Universität Löwen in Belgien gaben im Dezember 2012 zur Ausstellungseröffnung Im Licht von Amarna. 100 Jahre Fund der Nofretete bekannt, dass sie zu Jahresbeginn in einem Steinbruch nahe Achet-Aton eine Inschrift entdeckt hatten, die sowohl Nofretete als auch Echnaton in dessen 16. Regierungsjahr („Jahr 16, 3. Monat der Überschwemmungsjahreszeit (Achet), Tag 15“) nennt. Der Steinbruch Dayr Abū Ḥinnis diente zu Echnatons Regierungszeit als Hauptlieferort von Material für seine neue Hauptstadt Achet-Aton. Die fünf Zeilen in hieratischer Schrift nennen die Namen Echnatons und bezeichnen Nofretete in der dritten Zeile: „Große königliche Gemahlin, Geliebte, Herrin der Beiden Länder, Neferneferuaton Nefertiti.“ Damit entzieht diese Entdeckung allen bisherigen Hypothesen und Spekulationen die Grundlage über den Verbleib der Königin nach dem 12. beziehungsweise 14. Regierungsjahr Echnatons.
Bisherige Vermutungen datierten das Todesjahr auf 1338 v. Chr., das 14. Regierungsjahr von Echnaton. Andere Quellen vermuten ihren Tod im 12. Regierungsjahr. Marc Gabolde nahm an, dass Nofretete mindestens bis kurz vor Echnatons Tod gelebt hatte. Spekuliert wurde auch, ob sie eventuell ermordet oder verstoßen worden sei. Ein Tod aufgrund einer plötzlichen Erkrankung wurde ebenfalls erwogen. Falls sie als König Semenchkare die Thronfolge angetreten hatte, verschwand sie nach wenigen Jahren, zusammen mit ihrer Tochter und Mit-Regentin Meritaton.

## Mumie und Grab

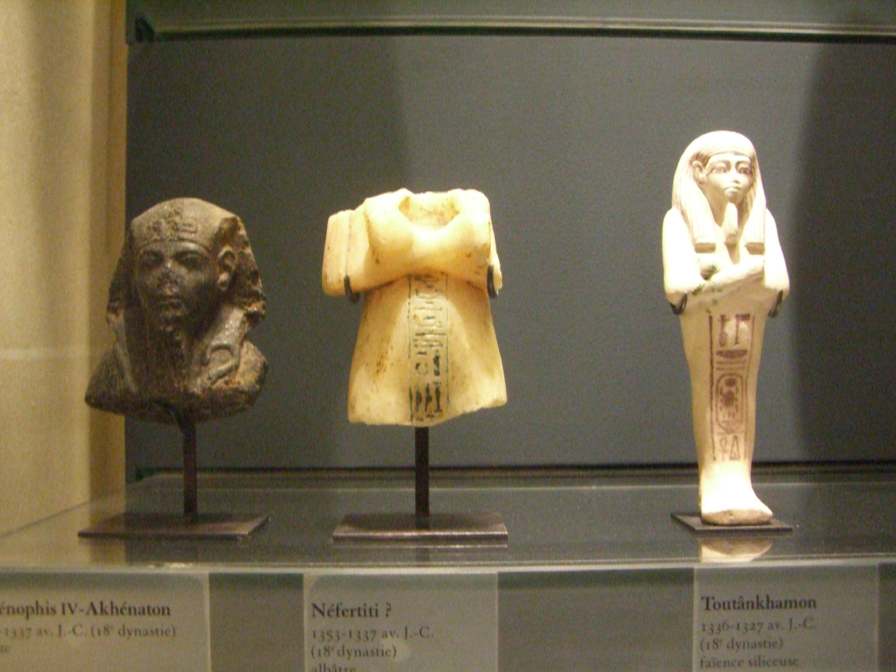
Mitte: Uschebtifragment der Nofretete im Louvre

Die Inschriften der älteren Grenzstelen in Achet-Aton sehen als Bestattungsort des Königs, seiner Großen königlichen Gemahlin, seiner Töchter und des Mnevis-Stieres den Berg von Achet-Aton vor. Zu Nofretete heißt es dort: „(Auch) wenn die große königliche Gemahlin (Nofretete), sie lebe in Millionen von Jahren, stirbt an irgendeinem Ort, sei er nördlich, sei er südlich, sei er westlich oder wo die Sonne aufgeht, dann soll man sie holen, damit ihr Begräbnis in Achet-Aton gemacht werden kann.“
Felsengrab Nr. 26 ist das Königsgrab Echnatons, das für ihn selbst und Angehörige der Königsfamilie bestimmt war. Nachweislich fanden hier die Bestattungen von Echnaton und Maketaton statt, was durch die Funde von Überresten der Sarkophage und zahlreicher Uschebti und Fragmenten des Kanopenkastens des Königs belegt ist.
Erste Spuren zum Verbleib der Mumie Nofretetes und ihres Begräbnisses finden sich in der königlichen Nekropole in Amarna (dem ehemaligen Achet-Aton), wo zwei Bruchstücke einer Uschebtifigur gefunden wurden, weshalb davon ausgegangen werden kann, dass auch Nofretete hier bestattet worden war. Die Fragmente weisen folgende Inschrift auf:

„Fürstin, Große des Palastes, Gesegnete des Königs Echnatons, große königliche Gemahlin“

Falls der Uschebti nicht schon lange vor Nofretetes Tod angefertigt wurde, deutet er auf eine fortwährende Regentschaft Echnatons zum Zeitpunkt ihres Todes hin, was gegen eine Alleinherrschaft Nofretetes oder Gleichsetzung mit Semenchkare spräche.
Mit der Auflassung des Amarna-Friedhofes wurden sämtliche Mumien nach Theben ins Tal der Könige gebettet, insbesondere die Leiche Echnatons scheint im Grab KV55 neu bestattet worden zu sein. Teje gelangte ins Mumiendepot nach KV35 (Grab von Amenophis II.), wo sich auch die Younger Lady (KV35YL) befand. Die Mumie wurde ursprünglich als diejenige von Nofretete vermutet, jedoch konnten DNS-Analysen aus dem Jahr 2010 diese Identität ausschließen. Zwar handelte es sich bei der Younger Lady eindeutig um die Mutter von Tutanchamun, darüber hinaus konnte aber eine direkte Verwandtschaft mit Amenophis III. und Teje nachgewiesen werden, die bei Nofretete nicht vorhanden zu sein scheint. Eine mögliche Alternative für den Verbleib der Mumie Nofretetes ist die Cachette von Deir el-Bahari. Diese Theorie wurde zeitweise von Nicholas Reeves bevorzugt, der mehrfach Theorien zur Begrabungsstätte Nofretetes aufstellte. So meinte er im Jahr 2000, mit Hilfe von Bodenradardaten ein neues Grab im Tal der Könige (15 Meter nördlich von KV63) ausfindig gemacht zu haben. Er bezeichnete es als KV64 und brachte dieses Grab der Radar-Anomalie 2006 mit Nofretete in Verbindung. Grabungen unter Zahi Hawass ergaben keine Spur zu einem Grab an dieser Stelle.
2015 veröffentlichte Reeves einen Aufsatz, in dem Nofretetes letzte Ruhestätte in Tutanchamuns Grab KV62 vermutet wird. Auf hochauflösenden Fotos aus dem Grab will Reeves zugemauerte Türen zu weiteren Räumen erkennen. Das Grab sei ursprünglich für Nofretete angelegt und diese auch darin bestattet worden, Tutanchamun wurde dieser Theorie zufolge in einer Vorkammer bestattet. Dies erklärte die ungewöhnliche Anordnung der Anlage.
Zahl Hawass hält die stark beschädigte Mumie KV21B für eine Kandidatin für Nofretete; eine Einschätzung, die inzwischen auch vom Ägyptischen Museum in Kairo vorgeschlagen wird.

## Nofretete in der Kunst

### Porträt

#### Frühe Phase

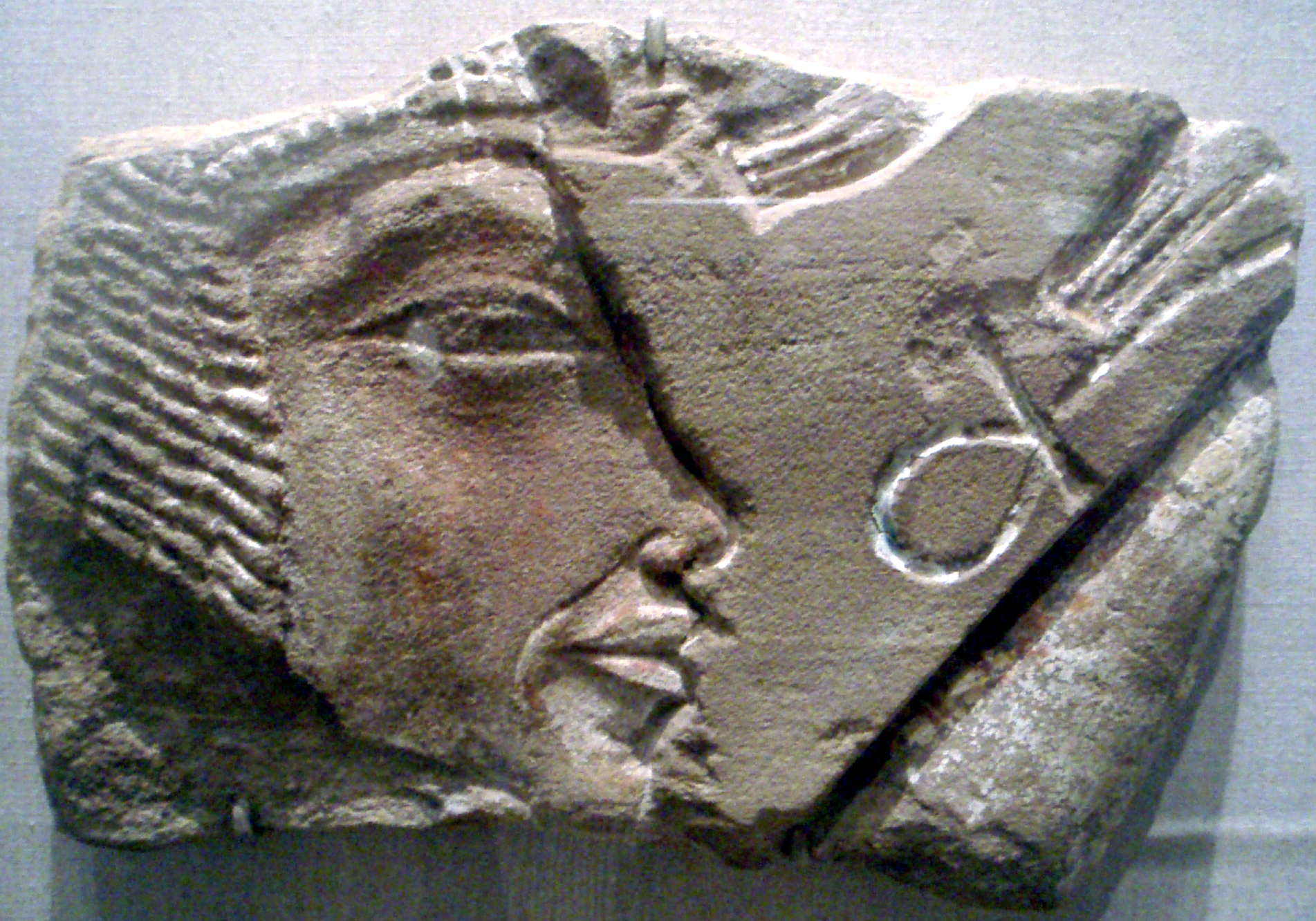
Porträt im frühen Stil, das sich kaum von dem Echnatons unterscheidet; auffallend sind die großen mandelförmigen Augen, das hervortretende Kinn und die vollen Lippen

In den Porträtdarstellungen werden zwei Entwicklungsphasen unterschieden, die sich deutlich voneinander abgrenzen. In der älteren Phase, die vom 2. bis zum 5. Regierungsjahr reicht, herrschte der extreme Stil vor, bei der sich die Darstellungen Nofretetes teilweise am königlichen Porträt orientierten. Charakteristisch sind dabei extreme, unnatürliche Hervorhebungen einzelner Körperteile, wie Becken, Gesäß, Hüfte, Bauch und Oberschenkel. Aber nicht nur die Körper-, sondern auch die Gesichts- und Kopfform ähnelten stark der Echnatons. Nofretete erhielt ein langes, eckiges Gesicht, mandelförmige Augen, volle Lippen, ein hervortretendes Kinn, einen faltigen, langen dünnen Hals und eine fliehende Stirn.
Durch die gegenseitige Angleichung des Königspaares in den Darstellungen können kaum Rückschlüsse auf die reale Gestalt Nofretetes gezogen werden. Vielmehr handelt es sich dabei um einen religiös bedingten Stil. Echnaton versuchte durch die Übernahme weiblicher Formen die Gestalt des Schöpfergottes anzunehmen, wohingegen Nofretete männliche Königsmerkmale übernahm. Solche Porträtähnlichkeiten sind nichts Ungewöhnliches. Sie finden sich bereits bei Amenophis III. und Teje und gehen bis ins Alte Reich zurück, wie die Triaden- und Dyadendarstellungen von Mykerinos zeigen.
Parallel dazu knüpfte Nofretete aber weiterhin an die Tradition Großer königlicher Gemahlinnen an. Sie behielt herkömmliche Königinnenattribute bei und entwickelte diese sogar weiter. So trägt sie in einigen Abbildungen weiterhin die dreiteilige Frauenperücke, die Hathorkrone mit Sonnenscheibe und Kuhhörnern, die nubische Perücke oder den für Königinnen typischen Doppeluräus. Als Neuerung gilt die eigens entwickelte Hohe Krone, die als Gegenstück zur Blauen Krone des Königs angesehen werden kann.

#### Später Stil

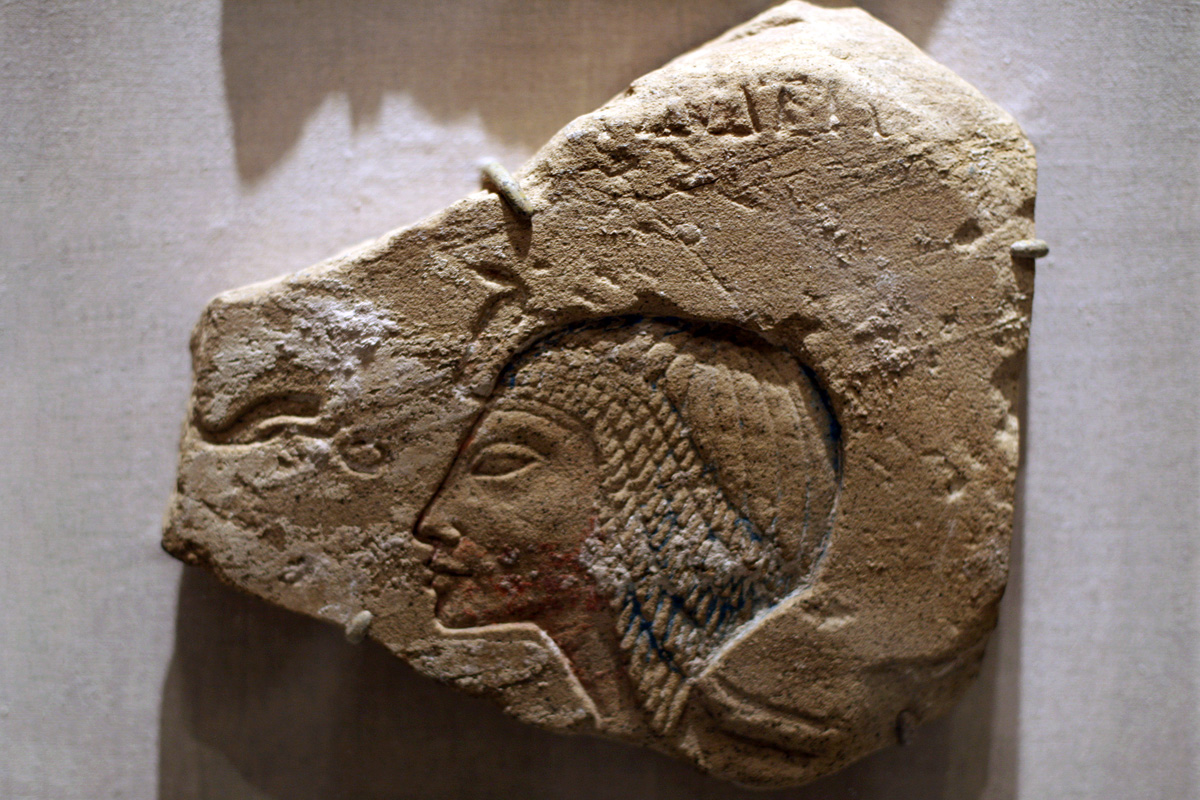
Nofretete mit nubischer Perücke im späteren Stil

Der jüngere Stil setzte mit dem Umzug nach Achet-Aton ein und zeichnete sich einerseits durch eine Rückkehr zur konventionellen ägyptischen Frauendarstellung und andererseits durch neue charakteristische, individuelle Gesichtszüge aus. Kennzeichnend waren nun ein rechteckiger Gesichtstypus, mit einem geraden Kinn und stark ausgeprägten, maskulinen Unterkieferwinkeln, aber auch schmale Schultern, eine nach oben verlagerte Taille und eine langgezogene, zweigeteilte Hüftpartie. Insgesamt ist eine Milderung oder Harmonisierung des „extremen Stils“ zu beobachten, bei der geschlechtsspezifische Merkmale stärker betont, männliche Königssymbole jedoch beibehalten werden.
Aus der Werkstatt des Thutmosis, in der auch die berühmte Büste der Nofretete gefunden wurde, stammen mehrere Porträts, welche die Königin jeweils unterschiedlich charakterisieren und die womöglich durch mehrere Bildhauer zustande gekommen sind. Dorothea Arnold hat daraus fünf verschiedene Darstellungstypen abgeleitet:
- The Definite Image (Das Idealbildnis), (Nofretete-Büste Berlin 21300)
- The Ruler (Die Herrscherin), Nofretete als „Herrin der Beiden Länder“ (Kopf aus Memphis JE 45547)
- The Beauty (Die Schönheit), Nofretete als sanfte, schöne Königin (gelber Quarzitkopf Berlin 21220)
- Nefertiti in Advanced Age (Die Ältere), die Königin als erfahrene, weise Frau (Standfigur Berlin 21263)
- The Monument (Das Denkmal), monumentales Porträt der Herrscherin für die Nachwelt (Granodioritkopf Berlin 21358)

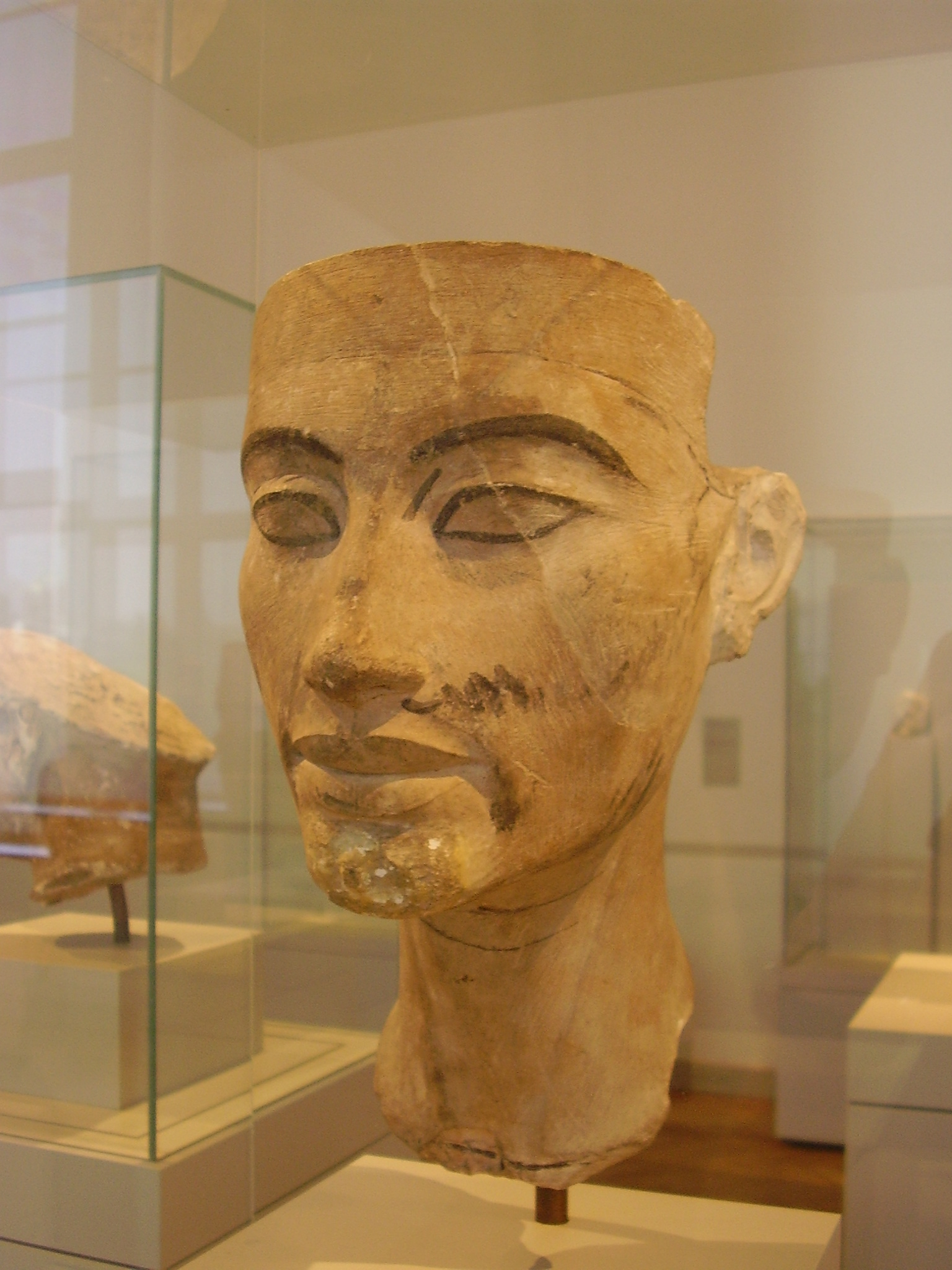
das Idealbildnis (Berlin, Nr. 21352, Kalkstein, Höhe 29,8 cm)
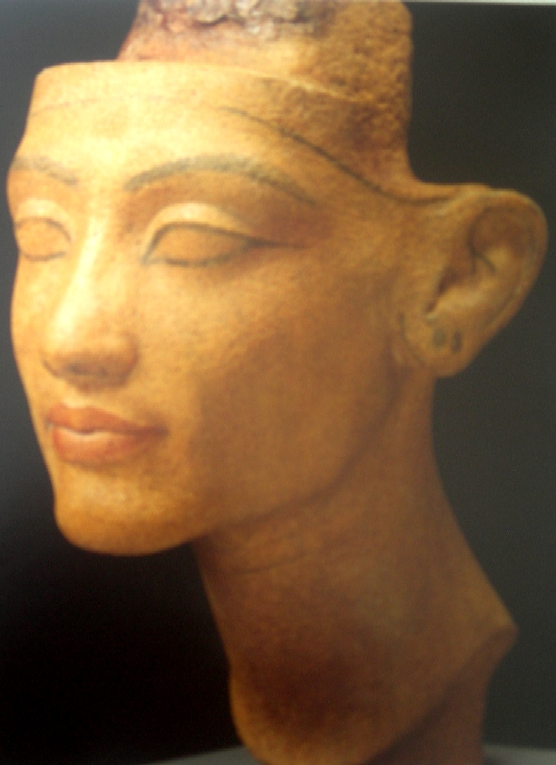
die Schönheit (Berlin, Nr. 21220, Quarzit, Höhe 30 cm)
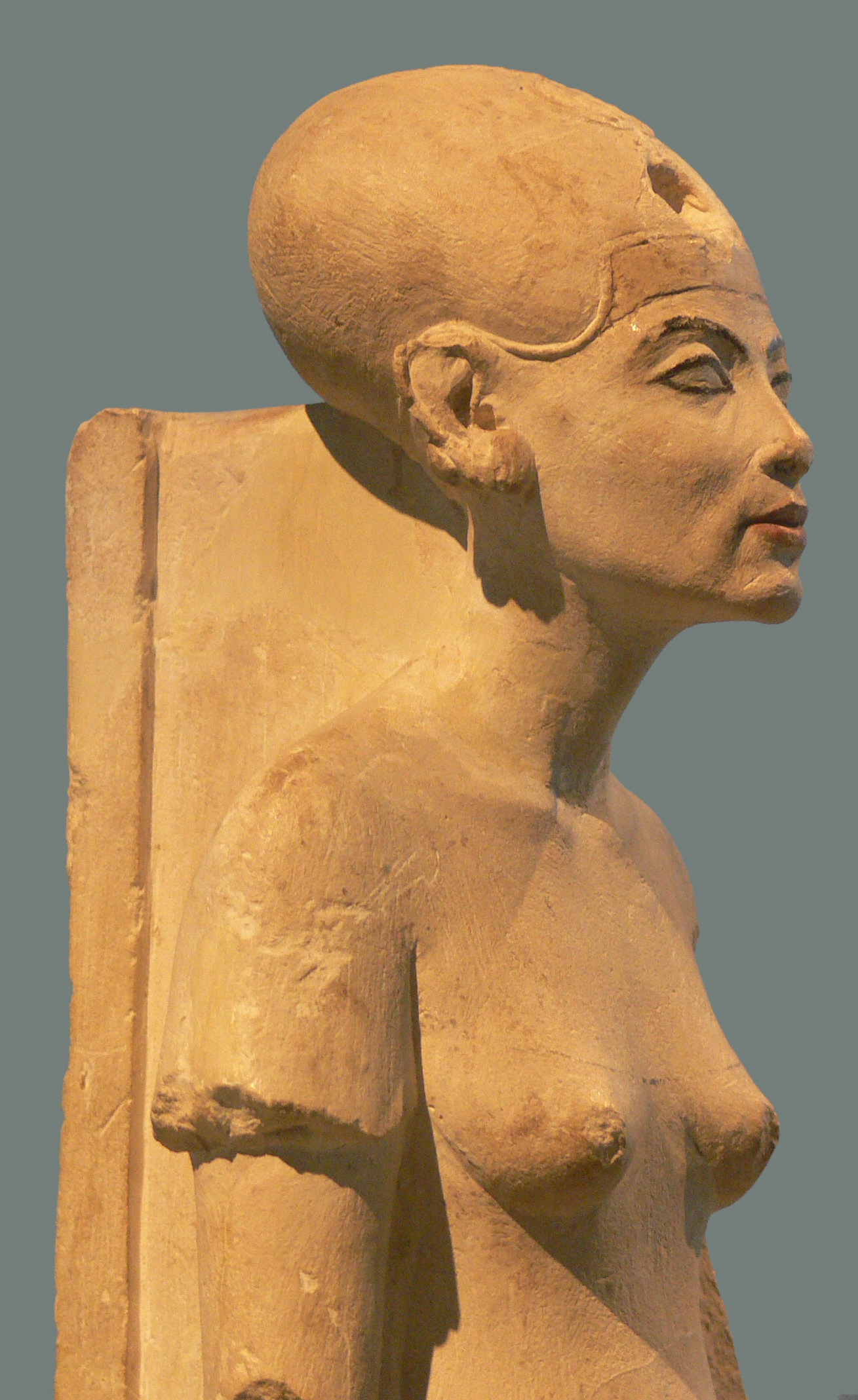
die Ältere (Berlin, Nr. 21263, Kalkstein, Höhe 40 cm)
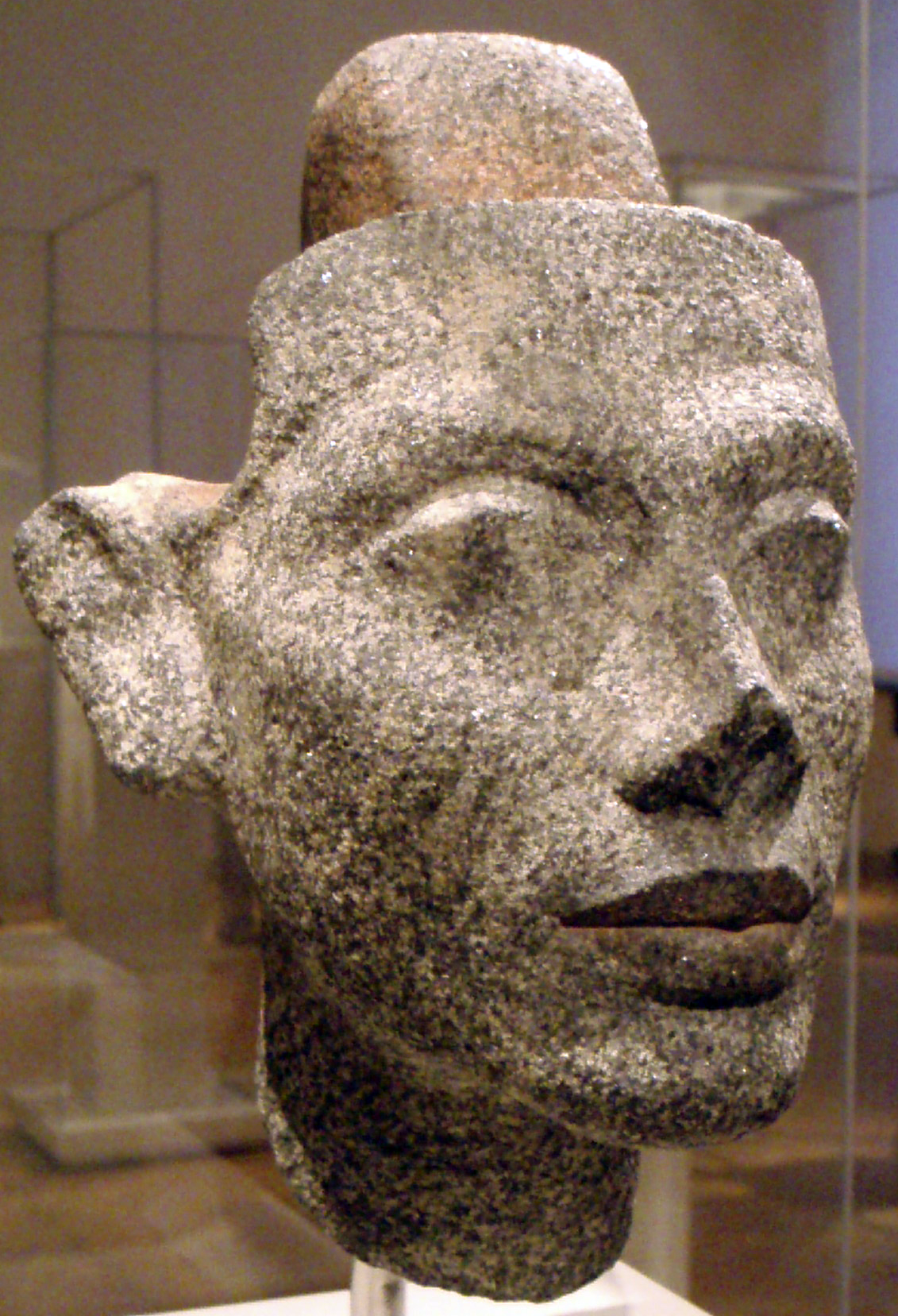
das Denkmal (Berlin, Nr. 21358, Granit, Höhe 23 cm)

Damit steht Nofretete stark in der Tradition ägyptischer Könige, die sich zu Regierungsbeginn noch häufig an ihren Vorgängern orientierten und erst im Laufe ihrer Herrschaft ein eigenes, individuelles Porträt entwickelten.

## Ausstellungsstücke verschiedener Museen

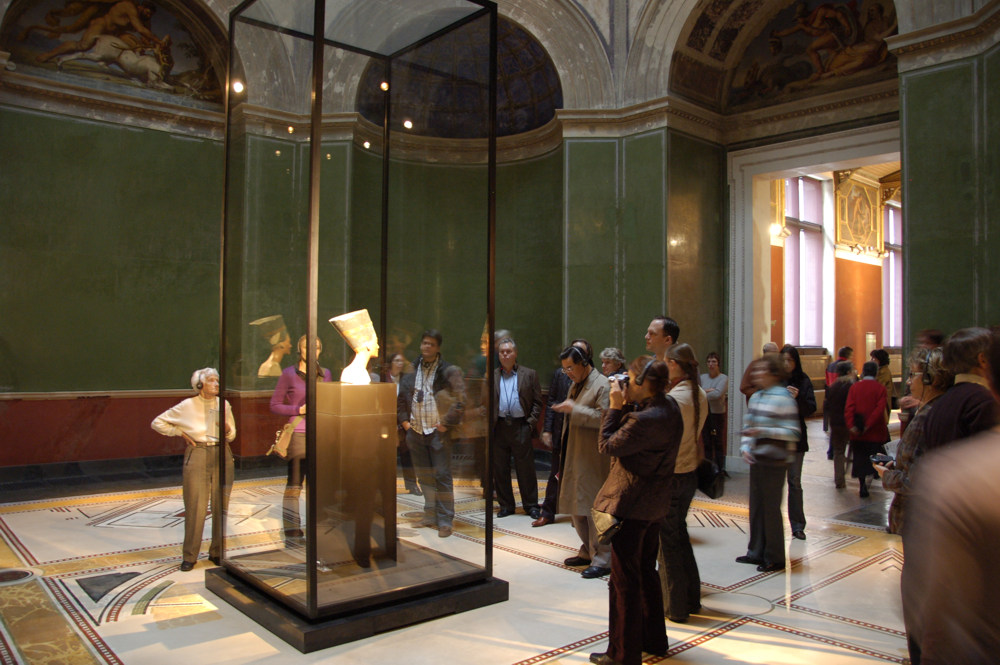
Nofretete-Büste im neuen Ausstellungsraum (Nordkuppelsaal des Neuen Museums, Berlin)
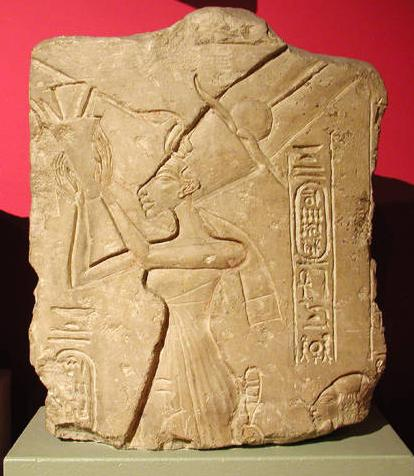
Relief (Ägyptisches Museum Kairo)
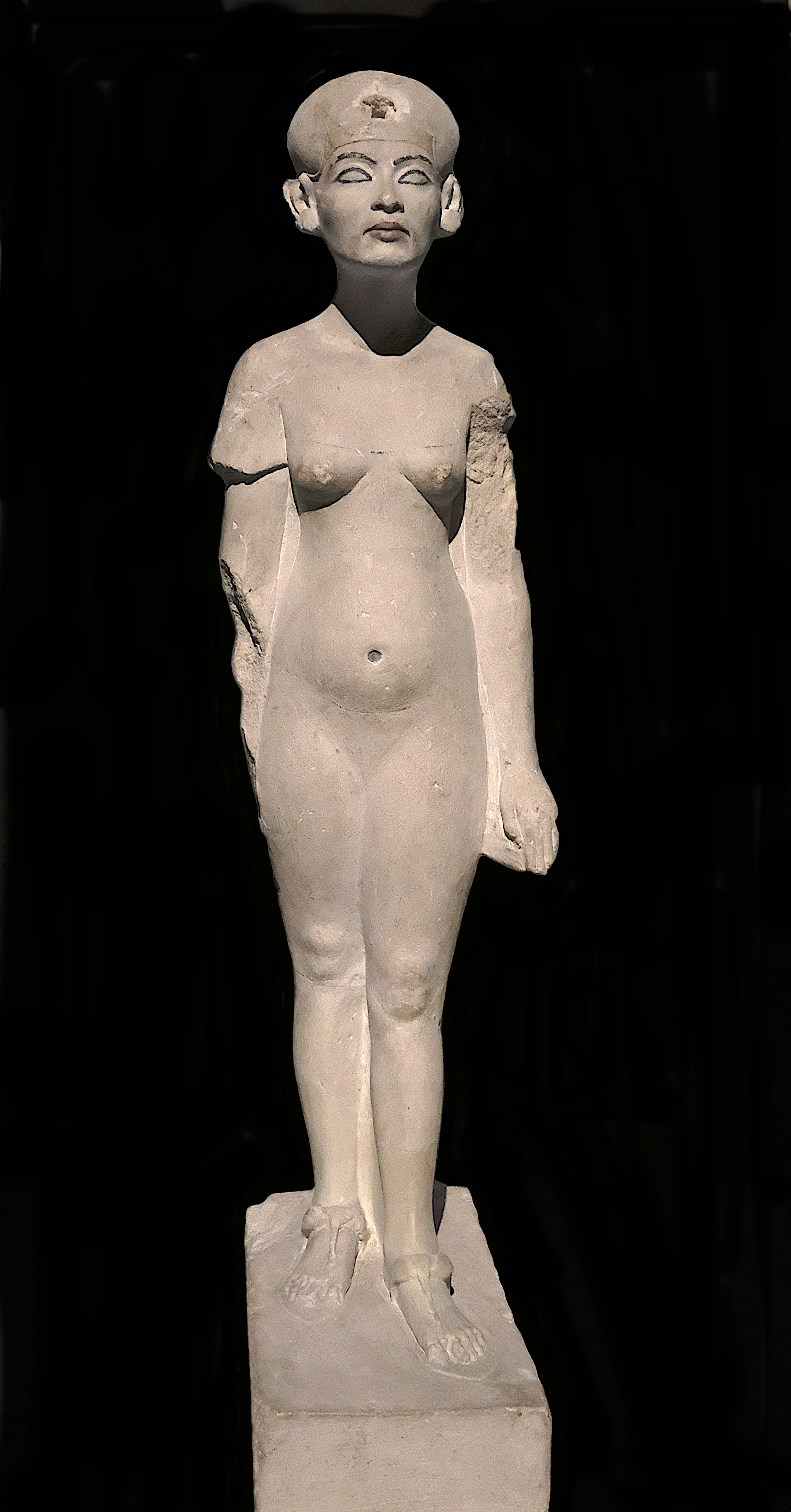
Standfigur (Ägyptisches Museum Berlin)
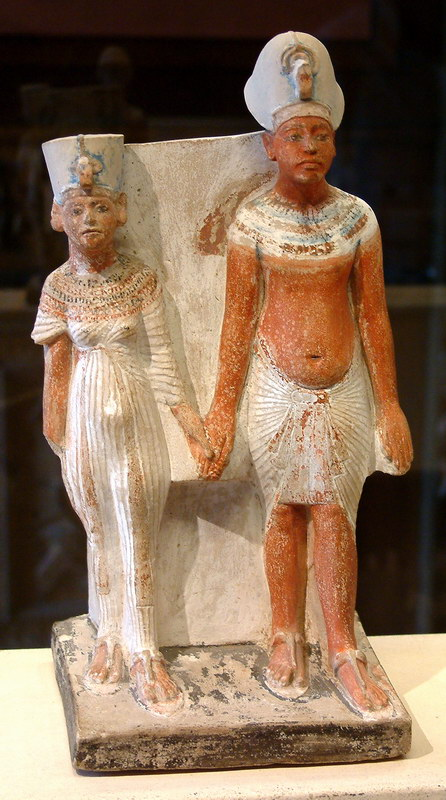
Echnaton und Nofretete (Louvre)
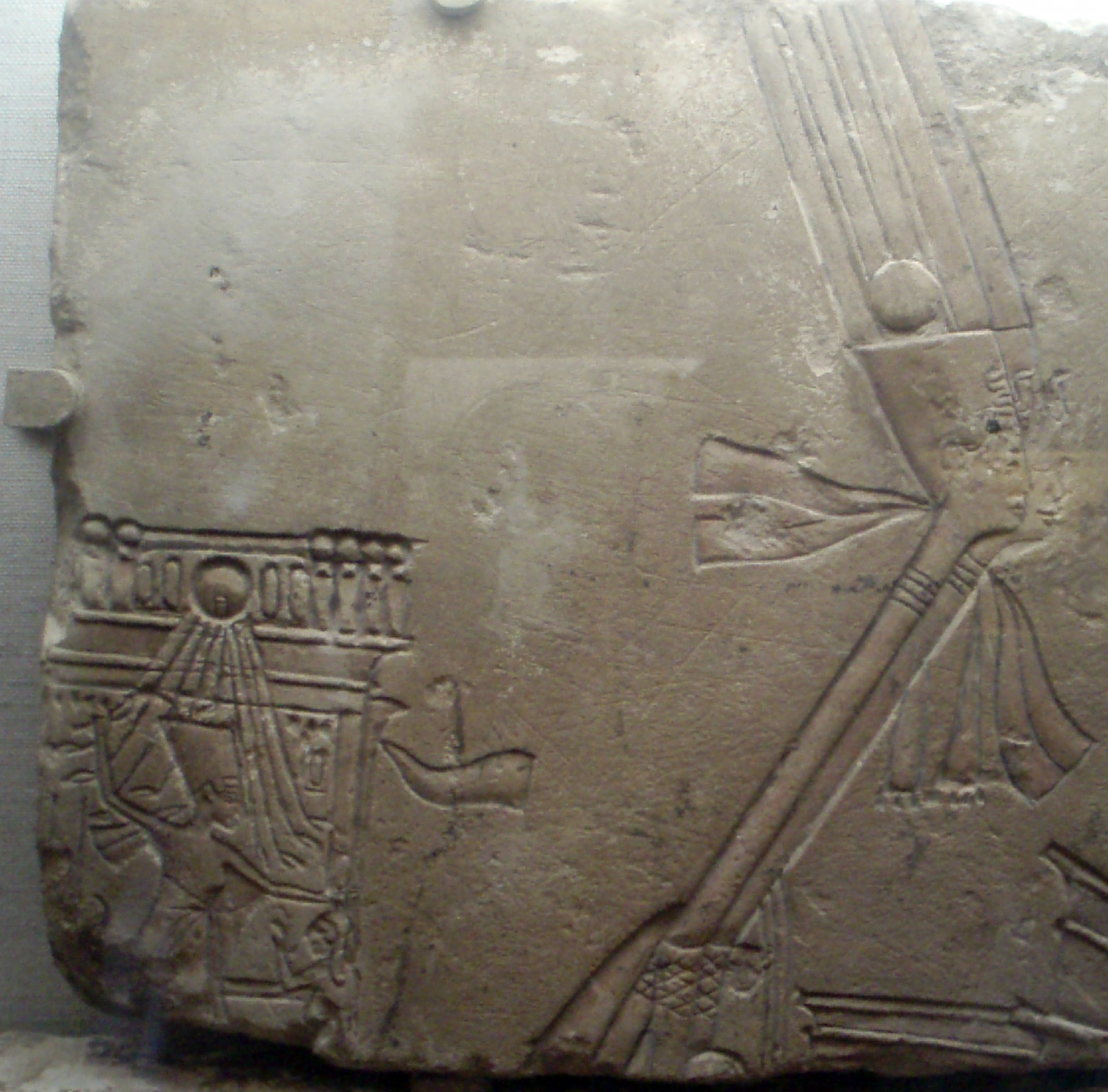
Nofretete beim Erschlagen des Feindes (Museum of Fine Arts in Boston)
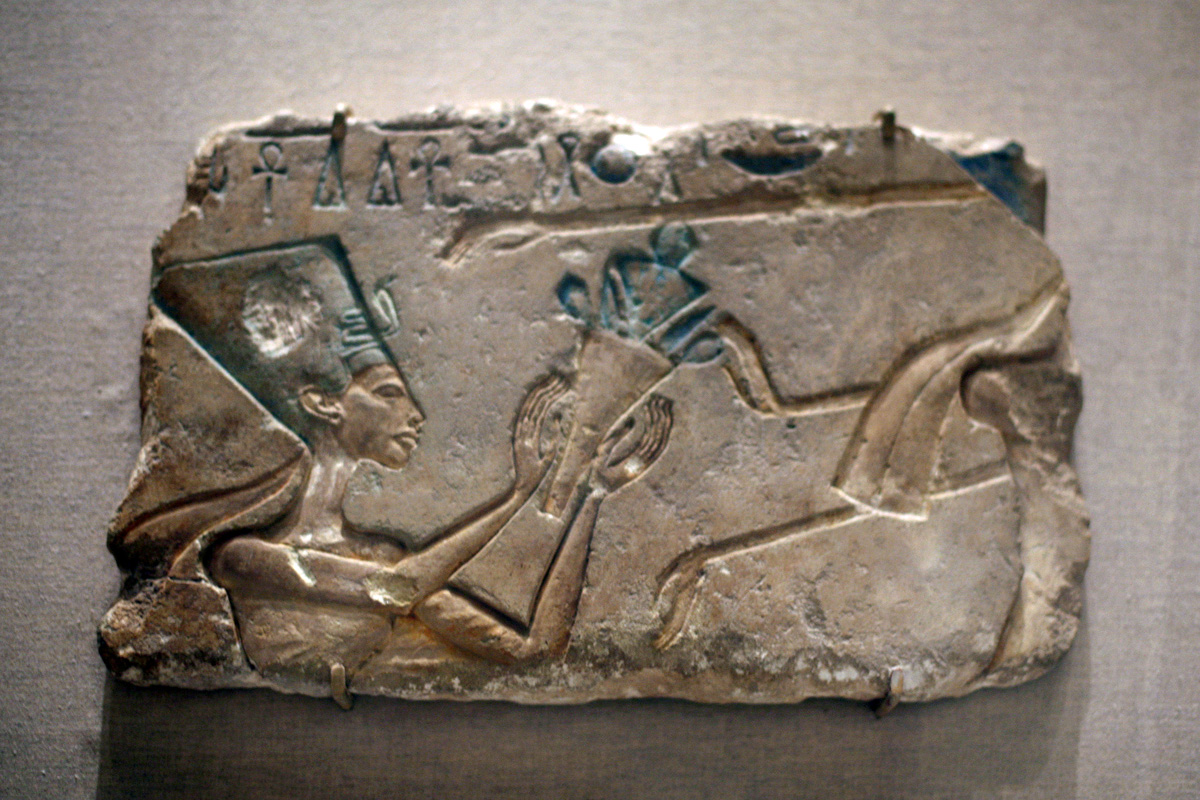
Nofretete bei einer Opfergabe (Brooklyn Museum)

## Heutige Rezeption
Die Deutsche Post AG brachte nach 1988/1989 mit dem Erstausgabetag 2. Januar 2013 erneut eine Briefmarke mit der Büste der Nofretete heraus. Der Entwurf dieses Sonderpostwertzeichens mit einem Wert von 0,58 € stammt von Stefan Klein und Olaf Neumann aus Iserlohn.
Der Friedrichstadt-Palast Berlin benutzte Nofretete als Aufhänger für ihre Revue The Wyld, welche von 2014 bis 2016 aufgeführt wurde.
Tatort Ägypten: Der Fall Nofretete. Dokumentation, 45 Min., Produktion: ZDF-Expedition, Erstsendung: 3. Juni 2007.
Die Odyssee der Nofretete. Deutscher Schatzjäger findet „bunte“ Büste der Nofretete. Dokumentation, 45 Min., Produktion: ZDF-Expedition, Erstsendung: 29. Juli 2007, Inhaltsangabe 16.07.2007 (Memento vom 16. Juli 2007 im Internet Archive), Inhaltsangabe 21.09.2007 (Memento vom 2. September 2007 im Internet Archive)
Die Asteroiden (1068) Nofretete und (3199) Nefertiti sind nach ihr benannt.

### Belletristik
- Roberto Zacco: Le braccia del sole. Mondadori, Milano 1997, ISBN 88-04-42466-4 (italienisch). ; Deutsche Ausgabe: Ich, Nofretete: Roman. (= DTV. Band 20581). übersetzt von Christine Ott und Mariadora Mangini. 2., ungekürzte Ausgabe, Deutscher Taschenbuch Verlag, München 2003, ISBN 3-423-20581-4.
- Stefanie Gerhold: Das Lächeln der Königin: Roman. Galiani, Berlin 2004; Kiepenheuer & Witsch, Köln 2024, ISBN 978-3-86971-298-7.